# Saison 4 de Life in Pieces
Chronologie
Saison 3
Cet article présente le guide des épisodes de la quatrième et dernière saison de la série télévisée américaine Life in Pieces.

## Généralités
- Aux États-Unis, elle est diffusée depuis le 18 avril 2019 sur le réseau CBS.
- Au Canada, la saison est diffusée soit 24 heures en avance, quelques heures en avance ou en simultané, sur le réseau Citytv.

## Distribution

### Acteurs principaux
- Dianne Wiest (VF : Blanche Ravalec) : Joan Short
- James Brolin (VF : Jean Barney) : John Short
- Zoe Lister-Jones (VF : Claire Baradat) : Jen, mariée à Greg, mère de Lark
- Colin Hanks (VF : Jimmy Redler) : Greg Short, père de Lark
- Angelique Cabral (VF : Valérie Nosrée) : Colleen Brandon Ortega, fréquente Matt
- Thomas Sadoski (VF : Guillaume Lebon) : Matt Short
- Betsy Brandt (VF : Brigitte Guedj) : Heather Hughes, mariée à Tim, ainée de la famille Short
- Dan Bakkedahl (VF : Jérome Wiggins) : Tim Hughes
- Niall Cunningham (VF : Thomas Sagols) : Tyler, fils d'Heather et de Tim
- Holly J. Barrett (VF : Issia Lorrain) : Samantha, fille d'Heather et de Tim
- Giselle Eisenberg (VF : Leslie Lipkins) : Sophia, fille d'Heather et de Tim
- Hunter King (en) (VF : Vanessa Van-Geneugden) : Clementine

### Acteurs récurrents et invités
- Joey King : Morgan[1] (épisodes 2 à 4)

## Épisodes

### Épisode 1: Bienvenue dans la jungle / Mon petit bébé / Colleen se fait chambrer / Noces d'or
- Canada : 17 avril 2019 sur Citytv
- États-Unis : 18 avril 2019 sur CBS[2]
- Suisse : 16 septembre 2019 sur RTS Un
- France : sur Comédie+

- États-Unis : 6,73 millions de téléspectateurs[3] (première diffusion)

### Épisode 2: Enterrement d'un rêve / Grossesse difficile / Aux petits soins / Rencontre avec les parents
- Canada : 17 avril 2019 sur Citytv
- États-Unis : 18 avril 2019 sur CBS
- Suisse : 23 septembre 2019 sur RTS Un

- États-Unis : 5,02 millions de téléspectateurs[3] (première diffusion)

### Épisode 3: Mamie est cassée / Une génitrice pas géniale / Le prénom / Heather, la femme d'affaires
- Canada : 24 avril 2019 sur Citytv
- États-Unis : 25 avril 2019 sur CBS
- Suisse : 30 septembre 2019 sur RTS Un

- États-Unis : 5,69 millions de téléspectateurs[4] (première diffusion)

### Épisode 4: Accouchement à domicile / Dispute entre amies / Le cadeau d'accouchement de Jen / Déni
- Canada : 1er mai 2019 sur Citytv
- États-Unis : 2 mai 2019 sur CBS
- Suisse : 7 octobre 2019 sur RTS Un

- États-Unis : 5,58 millions de téléspectateurs[5] (première diffusion)

### Épisode 5: L'échographie /Michael la grenouille / le second souffle de Tim / La ligne d'arrivée
- Canada : 8 mai 2019 sur Citytv
- États-Unis : 9 mai 2019 sur CBS
- Suisse : 14 octobre 2019 sur RTS Un

- États-Unis : 5,59 millions de téléspectateurs[6] (première diffusion)

### Épisode 6: La balade / Lucas fait son Dougie / Le nouvel ami de John / L'anniversaire de Lark
- Canada : 22 mai 2019 sur Citytv
- États-Unis : 23 mai 2019 sur CBS
- Suisse : 21 octobre 2019 sur RTS Un

- États-Unis : 4,48 millions de téléspectateurs[7] (première diffusion)

### Épisode 7: Les présentations / Les maths modernes / L'art, c'est cool / Relooking extrême
- Canada : 29 mai 2019 sur Citytv
- États-Unis : 30 mai 2019 sur CBS
- Suisse : 28 octobre 2019 sur RTS Un

- États-Unis : 4,80 millions de téléspectateurs[8] (première diffusion)

### Épisode 8: Le texto X / La boite / Indécence / Le feu des projecteurs
- Canada : 5 juin 2019 sur Citytv
- États-Unis : 6 juin 2019 sur CBS
- Suisse : 4 novembre 2019 sur RTS Un

- États-Unis : 4,23 millions de téléspectateurs[9] (première diffusion)

### Épisode 9: Comme des cheveux sur la soupe / Jendrillon / Joan crie au loup / Trois petites maisons
- Canada : 12 juin 2019 sur Citytv
- États-Unis : 13 juin 2019 sur CBS
- Suisse : 11 novembre 2019 sur RTS Un

- États-Unis : 4,33 millions de téléspectateurs[10] (première diffusion)

### Épisode 10: La lettre / Du lard ou du cochon / Dur dur d'être un adulte / Le dilemme de John
- États-Unis /  Canada : 20 juin 2019 sur CBS
- Suisse : 18 novembre 2019 sur RTS Un

- États-Unis : 4,12 millions de téléspectateurs[11] (première diffusion)

### Épisode 11: C'est du propre / Une collection sexy / La méchante grand-mère / Une soirée entre mecs
- États-Unis /  Canada : 20 juin 2019 sur CBS
- Suisse : 25 novembre 2019 sur RTS Un

- États-Unis : 3,56 millions de téléspectateurs[11] (première diffusion)

### Épisode 12: Espace VIP / Je suis un héros / Le paradis / Le secret de Mort
- États-Unis /  Canada : 27 juin 2019 sur CBS
- Suisse : 2 décembre 2019 sur RTS Un

### Épisode 13:Reverse Burden District Germany
- États-Unis /  Canada : 27 juin 2019 sur CBS
- Suisse : 9 décembre 2019 sur RTS Un